# Козлов, Андрей Анатольевич
Андре́й Анато́льевич Козло́в (род. 25 декабря 1960, Луганск, СССР) — российский телеведущий, режиссёр и продюсер, сценарист, магистр игры «Что? Где? Когда?». Президент Международной ассоциации клубов «Что? Где? Когда?». Генеральный продюсер телекомпании «Игра-ТВ». Бессменный ведущий передачи «Брейн-ринг» с 1991 года. Член Академии российского телевидения.

## Ранние годы
Родился 25 декабря 1960 года в Луганске (согласно сайту телекомпании «Игра-ТВ», «в самолёте, летевшем из Германии в СССР»).
Мать — Ирина Александровна Козлова (умерла в сентябре 2013 от рака поджелудочной железы) работала руководителем в торговле, а отец Анатолий Козлов был военным, полковником, в семье был ещё младший брат Александр и младшая сестра Галина.
Бабушка — Мария Никитична[кто?] — театральная актриса, народная артистка Украины, брала внука с собой на репетиции и спектакли, водила за кулисы; Андрей мечтал о сцене и участвовал в самодеятельности. После школы подал документы в Театральный институт имени Бориса Щукина и поступил, сообщил родителям, но они приехали и забрали его домой.
Поступил на химический факультет Донецкого университета, проводил студенческие вечера, 3 года работал корреспондентом на Донецком телевидении.
Окончил химический факультет Донецкого университета в 21 год, затем преподавал химию в Ждановском металлургическом институте до 30 лет (1990). С 1990 года живёт в Москве.

## Знаток

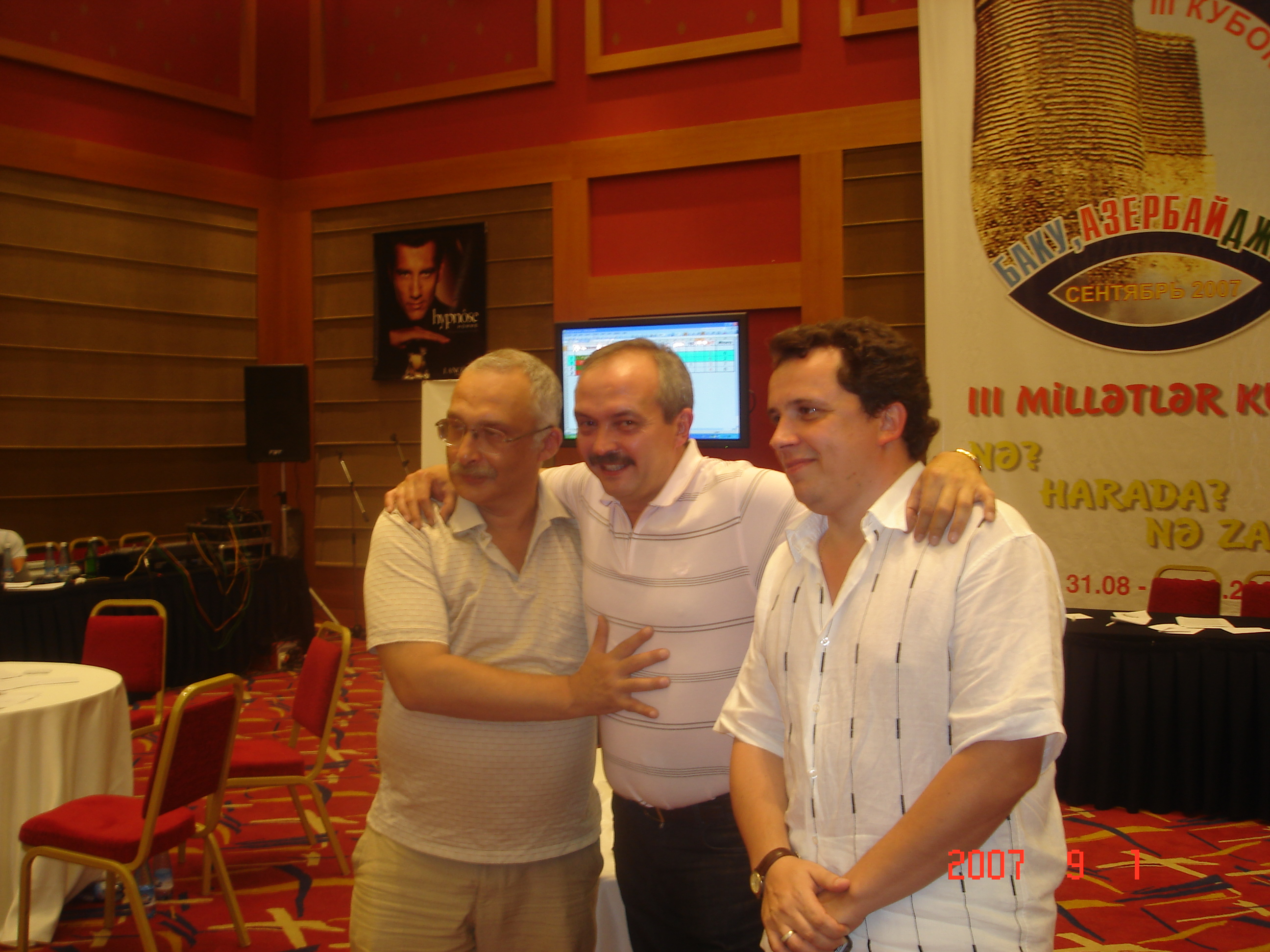
Александр Друзь, Андрей Козлов и Леонид Тимофеев на Кубке Наций в Баку, 2007 год

В ноябре 1984 года написал в программу «Что? Где? Когда?», которую он постоянно смотрел, через год и два месяца из «Что? Где? Когда?» пришло письмо, чтобы он приезжал на отборочный тур. 23 февраля 1986 года приехал на кастинг, 6, 7 и 8 марта принимал участие в съёмках в качестве зрителя.
Первую игру на телевидении сыграл в 1989 году. Магистр игры (с 2008 года). Трёхкратный обладатель приза «Хрустальная сова» (1992, 1994, 2008), обладатель приза «Бриллиантовая сова» (2008) и звания «Лучший капитан Клуба» (2001).  27 декабря 2008 года в финальной игре сезона выиграл приз — автомобиль «Фольксваген Фаэтон» как игрок, сумевший последним в году ответить на все три вопроса раунда «Суперблиц».
15 марта 2014 года избран президентом Международной ассоциации клубов «Что? Где? Когда?» (сменил на этом посту Наталию Стеценко).
Летом 2016 года с группой артистов и представителей Министерства обороны посещал Сирию, где проводил турниры по «Что? Где? Когда?» и «Брэйн-ринг» с военнослужащими, за что был отмечен медалью «Участнику военной операции в Сирии».

## Личная жизнь
- Жена — Анна Козлова[7].
- Две дочери, есть внуки[3].
- Кум украинского телеведущего Игоря Кондратюка, крёстный отец его сына[3].

## Телевизионная карьера
С 1990 года работает на телевидении.
Режиссёр-постановщик программ:
- «Любовь с первого взгляда» (1991—1993)
- «Брэйн ринг» (1993—2019); в составе творческой группы лауреат премии ТЭФИ 2010 года[1]
- «Программа передач»
- «Исполнение желаний, или Как потратить миллион» (2000)
- «Культурная революция» (2001—2017)[8]; в составе творческой группы лауреат премии ТЭФИ 2002 и 2006 года[1]
- «Песни XX века»
- «Мой дом, мой город, моя страна»
- «Жизнь прекрасна»
- «Человек в большом городе»
- «Мы и наука. Наука и мы»

Ведущий программ:
- «Брэйн ринг» (с 1991 года на российском телевидении; также — международный телевизионный турнир в Азербайджане)
- «Исполнение желаний, или Как потратить миллион»[9]
- «Программа передач»
- «Мой дом, мой город, моя страна»[10][11]

Генеральный продюсер и первый заместитель генерального директора телекомпании «Игра-ТВ».
В 2022 году состоялся дебют Козлова в кинематографе: он сыграл роль в телесериале «Обоюдное согласие».

## Фильмография
| Год  |   | Название          | Роль                                    |
| ---- | - | ----------------- | --------------------------------------- |
| 2022 | с | Обоюдное согласие | Виктор Иванович Нестеренко, следователь |

## Награды
- Медаль ордена «За заслуги перед Отечеством» II степени (2021) — за большой вклад в развитие средств массовой информации и многолетнюю плодотворную деятельность[13].
- Благодарность Президента Российской Федерации (2024) — за активное участие в подготовке и проведении общественно значимых мероприятий[14].